# Biais géographique sur Wikipédia

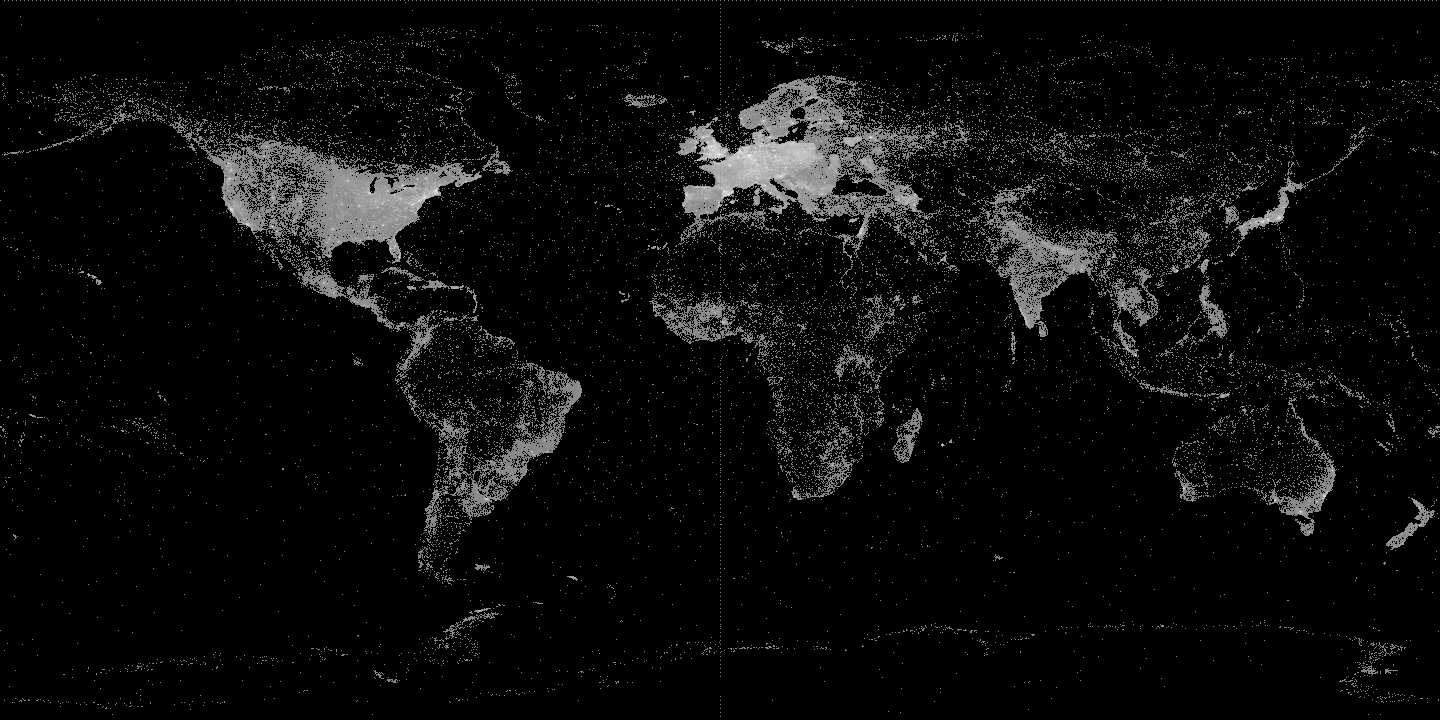
Densité mondiale d'entrées Wikipédia géolocalisées (2013)

Le biais géographique sur Wikipédia est une inégalité dans la distribution de son contenu par rapport à l'association géographique des sujets d'articles. C'est un élément de critique de Wikipédia, en plus d'autres préjugés, tels que les biais de genre, les biais raciaux ou les biais idéologiques. La recherche montre que malgré des différences considérables de cette distribution selon la langue de Wikipédia, il existe une tendance commune vers plus de contenu lié aux États-Unis et à l'Europe de l'Ouest et moins d'informations sur certaines régions du reste du monde.

## Contenus sur- et sous-représentés
Plusieurs études sur la géographie d'Internet et Wikipédia ont été publiées par les membres de l'Oxford Internet Institute (OII).

Un article de 2009 de Mark Graham de l'OII dans The Guardian présentait une carte du monde codée par des couleurs illustrant la disparité entre le nombre d'articles Wikipédia géomarqués (dans toutes les langues) pour les pays du Nord et du Sud. Graham écrit :
Presque tout le continent africain est géographiquement mal représenté dans Wikipédia. De manière remarquable, il y a plus d'articles Wikipédia écrits sur l'Antarctique que sur tous les 53 pays d'Afrique sauf un (ou peut-être plus étonnant, il y a plus d'articles Wikipédia écrits sur les lieux fictifs de la Terre du Milieu et du Disque-Monde que sur de nombreux pays d'Afrique, d'Asie, et les Amériques).
Une analyse de 2010 des wikipédiens par nombre de contributions montre que l'Asie, continent le plus peuplé, n'est représentée que dans 16,67% des éditions. L'Afrique (6,35 %) et l'Amérique du Sud (2,58 %) sont également sous-représentées. Une étude réalisée en 2011 par l'OII a révélé que 84 % des articles géolocalisés se trouvaient en Europe ou en Amérique du Nord, et que l'Antarctique comptait plus d'entrées que n'importe quel pays d'Afrique ou d'Amérique du Sud. Selon Adama Sanneh, le fondateur de l'initiative WikiAfrica Education, à partir de 2021, il y a plus d'articles sur la Wikipédia anglophone sur Paris que sur l'Afrique,.
En 2015, l'OII fait toujours état d'une répartition géographique très inégale des contributions à Wikipédia.
Une étude de 2023 qui porte sur l'ensemble des versions linguistiques de Wikipédia donne quelques exemples du fossé entre les thèmes occidentaux et non-occidentaux : Léonard de Vinci, l'artiste occidental le plus représenté, a des articles dans 222 versions linguistiques de Wikipédia, tandis que Su Shi, artiste chinois du XIe siècle d'importance comparable (ses oeuvres sont les plus prisées et les plus chères au monde parmi les oeuvres asiatiques, c'est un polymathe célébré, poète, ingénieur, et personnalité politique), Su Shi n'est couvert dans 35 versions linguistiques de Wikipédia. Toutes versions linguistiques confondues, il y a 5 fois plus d'articles Wikipédia sur les artistes occidentaux les plus notables (7 808 au total) que sur les artistes non-occidentaux d'importance équivalente (1 621), et 16 fois plus d'articles Wikipédia sur les chefs-d'œuvre occidentaux (2 570) que sur les chefs-d'œuvre non-occidentaux (165). La disproportion est encore plus accentuée si l'on prend en considération le volume de texte - les pages sur les artistes occidentaux sont plus longues. À titre de comparaison le biais géographique est moins marqué dans Wikidata que dans Wikipédia, mais plus marqué dans Wikimedia Commons que dans Wikipédia.

## Différences entre les versions linguistiques

### Comparaisons entre versions européennes et asiatiques
Une étude de 2023 centrée sur les déséquilibres dans la couverture des arts visuels dans Wikipédia montre que Wikipédia (comme Wikimedia Commons et Wikidata) favorise très largement l'art occidental. Mais elle montre aussi que les versions linguistiques européennes de Wikipédia sont généralement plus occidentales dans leur couverture, tandis que les versions linguistiques asiatiques sont plus mondiales. Deux exceptions notables, cependant : la version anglophone de Wikipédia est une des plus "globales" dans sa couverture des arts visuels, tandis que la version en thai est, de loin, la plus occidentale .
Les auteurs de l'étude produisent une mesure du biais en divisant la couverture des artistes occidentaux dans chaque version linguistique Wikipédia  par la couverture des artistes non occidentaux dans cette même version linguistique. Il apparaît que les versions en ourdou, bengali, indonésien, ont les couvertures les plus mondiales (indices respectifs 0,5 ; 1,7 ; 3,3), suivies par la version anglophone (indice 3,9), tandis que les versions en italien, en polonais, en hongrois, se concentrent tout particulièrement sur l'art occidental (indices respectifs : 13,7 ; 11,7 ;  10,1). La version francophone de Wikipédia a un indice de 7,1.

### Contenus produits par des pays à faible revenu
On constate que les wikipédistes des pays à faible revenu contribuent souvent au déséquilibre géographique en écrivant davantage sur les pays à revenu élevé que sur les leurs.

## Causes

### Préjugés culturels
Les préjugés des wikipédistes peuvent expliquer les déséquilibres de contenus ; ils s'enracinent, selon des spécialistes, dans «des systèmes d'hégémonie et d'oppression comme l'impérialisme» ; il s'agit souvent de biais typiques d'une époque postcoloniale, analysés notamment par Edward Saïd. Les échanges entre régions du monde qui ont accompagné la mondialisation se sont révélés déséquilibrés, plus favorables à la culture occidentale dominante qu'aux autres cultures.

### Rôle de l'identité culturelle des wikipédistes
Une étude réalisée en 2016 par David Laniado et Marc Miquel Ribé confirme empiriquement que l'identité culturelle est un facteur de motivation inconscient important pour les contributeurs de Wikipédia affectant leurs travaux dans des domaines pouvant être associés à leur identité, en particulier dans les catégories Wikipédia « Culture » et « Géographie ». Une conclusion similaire avait été tirée en 2010 par Hecht et Gergle : les Wikipédiens ont tendance à travailler sur des sujets liés aux lieux proches.

## Solutions
Laniado et Ribé suggèrent que pour surmonter le déséquilibre résultant des identités culturelles, Wikipédia doit promouvoir des éditeurs de Wikipédia de différentes langues pour propager leurs identités culturelles dans d'autres Wikipédias. À cette fin, les outils de traduction et de recommandation d'articles développés par la Wikimedia Foundation peuvent être utiles en offrant des options pour sélectionner un contenu préférentiel en fonction des mots-clés liés à l'identité culturelle.